# Raining in the Mountain
Pour plus de détails, voir Fiche technique et Distribution.
Raining in the Mountain, également connu sous le titre Pluie de lumière sur la montagne vide (空山灵雨, Kong shan ling yu) est un film taïwanais réalisé par King Hu, sorti en 1979.

## Synopsis
Dans la Chine de la dynastie Ming, le Supérieur du monastère bouddhique de San Pao (Trois Joyaux) doit se choisir un successeur. Parmi les hauts dignitaires invités pour l’assister dans cette lourde tâche, certains convoitent ardemment le parchemin inestimable abrité par le Temple : les soutras du Mahayana écrits par Xuan Zang. Mensonges, trahisons, tentatives de vols et meurtres accompagnent les cérémonies d’intronisation. Mais finalement seule la voie du Bouddha prévaudra.

## Fiche technique
- Titre français : Raining in the Mountain ou Pluie de lumière sur la montagne vide
- Titre original : Kong shan ling yu
- Réalisation : King Hu
- Scénario : King Hu et Pu Songling
- Montage : King Hu
- Photographie : Henry Chan
- Musique : Ng Tai-kong
- Producteurs : Chung Ling, Lo Kai Muk, King Hu,Wu Sau-yee
- Société de production : Lo & Hu Company Productions Ltd.
- Pays de production : Taïwan
- Langue originale : Mandarin
- Format : Couleurs - Mono
- Genre : Wu Xia Pian
- Durée : 120 minutes
- Date de sortie : 1979
- Sortie française : 19 août 1987
- Sortie en vidéo (France) : 2004 ; DVD (vo mandarin - sous-titré) édité par Les Films sans frontière[2]

## Distribution
- Hsu Feng : Renarde Blanche
- Sun Yueh : M. Wen
- Tien Feng : Général Wang
- Tung Lam : Qiu Ming
- Wu Jia-xiang : Maître Wu Wai
- Shih Chun : Frère Hui Tong
- Lu Chan : Frère Hui Wen
- Paul Chun : Frère Hui Si
- Ming Tsai : Serrure d'or

## Production

### Tournage
Le tournage du film est réalisé en Corée, simultanément à celui de Legend of the Mountain, et s'étale sur près de deux ans.